# Sergio Jiménez Vicent
Sergio Jiménez Vicent más conocido como Sergio Jiménez (nacido el 6 de febrero de 1995 en Madrid) es un baloncestista español que actualmente juega en el Real Canoe Natación Club Baloncesto Masculino de la Liga LEB Oro. Con 1,88 de estatura, juega en las posición de base.

## Trayectoria deportiva
Sergio llegó al Real Canoe Natación Club Baloncesto Masculino, en su último año júnior, para la siguiente temporada jugar en el EBA, y luego en Primera Nacional, en donde volvieron a ascender a la Eba. Se fue a crecer, haciendo un gran año en el Eurocolegio Casvi, donde jugaron la fase de ascenso a Plata, y la temporada 2017-18, apostó por irse al extranjero a jugar al BBU Salzburg austríaco.
En verano de 2018, regresa a España para volver al Real Canoe Natación Club Baloncesto Masculino y firmar por una temporada para hacer su debut en Liga LEB Oro.